# Johann Karl Naeve
Johann Karl Naeve (latinisiert: Naevius, auch: Neefe; * um 1650 in Chemnitz; † 31. Dezember 1714 in Wittenberg) war ein deutscher Rechtswissenschaftler.

## Leben
Johann Karl wurde als jüngster Sohn des Chemnitzer Bürgermeisters Zacharias Neefe und dessen zweiter Ehefrau Anna Maria Lindner geboren. Er stammte aus einer reichen und einflussreichen Chemnitzer Tuchmacherfamilie. Bereits sein Urgroßvater Paul Neefe hatte an der Universität Wittenberg ein Studienstipendium gestiftet, das dessen Nachfahren zugutekommen sollte. Da Johann Karl sich am 26. März 1664 an der Wittenberger Alma Mater immatrikulierte, kann man davon ausgehen, dass er jenes Stipendium dort in Anspruch nahm. Johann Karl hatte sich entschieden unter Caspar Ziegler ein Studium der Rechtswissenschaften zu absolvieren. Nachdem er sich am 29. August 1668 seine Zulassung als Anwalt in Wittenberg erworben hatte und unter Wilhelm Leyser II. mit dem Thema Dodecas Septima Positionum Ad Ius Feudale (Wittenberg, 1669) disputiert hatte, wechselte er an die Universität Jena.
In Jena promovierte er am 4. Juni 1671 mit der Dissertation De Iuramentis Illicitis (Jena, 1671) zum Doktor der Rechte. 1675 war er wieder in Wittenberg als Protonotar am Hofgericht tätig und beteiligte sich am Ausbildungsbetrieb der Wittenberger Hochschule. Nachdem er sich in Jena am 2. Juli 1672 als Privatlehrer habilitiert hatte, wurde er 1677 Advokat am Wittenberger Konsistorium und Hofgericht. Am 5. Januar 1694 nahm ihn die juristische Fakultät der Wittenberger Hochschule als Assessor in ihre Reihen auf. Der Lehrkörper derselben schlug ihn 1706 für die ordentliche Professur der Institutionen vor, welchen Vorschlag jedoch die kurfürstlich sächsische Regierung in Dresden überging. Stattdessen übernahm er eine außerordentliche Professur an der juristischen Fakultät, welche er bis zu seinem Lebensende bekleidete.
Naeve trat vor allem als Zivilrechtler in Erscheinung, der sich viel mit dem Eherecht beschäftigte. Er schrieb etwa 25 Dissertationen, einige Programme und Spezialwerke:, von denen manche mehrfach aufgelegt wurden. Seine Werke fasste er mit Vorliebe in deutscher Sprache ab. Wahrscheinlich hat ihn dazu Christian Thomasius inspiriert, der die Muttersprache in der Rechtswissenschaft einführte und aus diesem Grunde 1687 in Leipzig zum ersten Male in deutscher Sprache las und schrieb. Bei Naeve ist dabei der Stil noch zeitgemäß schwerfällig sowie die Ausdrucksweise plump und unbeholfen.

## Familie
Naeve war drei Mal verheiratet. Seine erste Ehe schloss er am 9. Oktober 1679 in Wittenberg mit Magdalene Sophie (* Januar 1658 in Wittenberg; † 29. Februar 1688 ebd.), der Tochter des späteren Quedlinburger Syndikus Gottfried zu Horst und der Maria Magdalena Hahn. Seine zweite Ehe ging er am 12. November 1694 in Wittenberg mit Dorothea, der Witwe des Andreas Sennert und der Tochter des Christoph Notnagel, ein. Die dritte Ehe schloss er mit Ludmilla, Witwe des Rektors in Hamburg Lic. Gottfried Voigt. Die beiden letzten Ehen blieben Kinderlos. Bekannt sind die Söhne Abraham Carl Neefe (war Kaufmann in Österreich), Johannes Renatus Neefe († jung), Johann Balthasar Neefe (war Regimentsquartiermeister) und die Töchter Johanna Sophia Neefe, sowie Salome Elisabeth Neefe.

## Werke
- Jus clericorum, oder, Das Priester Recht: in welchem, wie die Kirche und deren Diener anfangs beschaffen gewesen, hernach zugenommen, und wieder in Abfall kommen, auch was insonderheit die Kirchen-Diener heute zu Tage vor Befügniss und Privilegien haben. Meyer & Zimmermann, Jena 1708. (Digitalisat)
- Ius coniugum, Oder das Ehe-Recht: sowohl das daraus entstehende Mann-Recht, Ehe-Geld, Leibgedinge, Gegenvermächtniß, Gerade und andere Weibliche, auch beyden Eheleuten zustehende Befugnisse, aus denen Göttlichen, Käyser- und Canonischen Rechten sowohl Sächs. und andern Statutarischen Gesetzen. Stössel, Chemnitz 1709. (Digitalisat der Ausg. 1716)
- Jus Patrum, Oder das Vater Recht: Und die daraus entstehende Schuldigkeit und Befugnüsse bey der Kinder Heyrath, Handel in-und ausserhalb Gerichts, Fruchtnüssung des Vaters von der Kinder Güthern, Item derselben, Erb-Recht und Succession in allodial-und Lehn-Güthern, auch auf was massen die väterliche Gewalt aufhöret, oder verlohren wird, Sowohl was dem Vater-Recht ähnlich, Als Einkindschafften, Gan-Erbschafften und dergleichen, Wie in der Vorrede mit mehren zu sehen Stössel, Chemnitz 1710. (Digitalisat)
- Das Gerichts-Recht in den Städten, Aemtern und auf dem Lande (jus justitiariorum). Wittenberg 1713, (Online)
- Jus Feudale, Oder Lehn-Recht: Darinnen Des Lehns Eigenschafft und was demselben ähnlich, Welche Lehen Propria oder Impropria heissen ... insonderheit von Regalien und dergleichen Herrlichkeiten ..., Zuletzt sind auch noch Einige Lehns-Formulen und Responsa Feudalia mit beygefüget worden. Groschuff, Leipzig 1715. (Digitalisat)
- Amoenitates Subcisivae ; continentes principia, causam moralem & verum Subjectum L. Juliae Repetundarum kai Dorophagias quorundam Judicum & Officialium. Bielck, Jena 1690. (Digitalisat)
- De juramentis etc. Accedit dissert. de jur. delato super facto famoso. Wittenberg 1710